# Neville Lederle
Pas d'image ? Cliquez ici
Neville Lederle (né le 25 septembre 1938 à Theunissen, dans l'État libre d'Orange et mort le 17 mai 2019 à Knysna) est un pilote automobile d'Afrique du Sud. Il a participé à deux saisons du championnat du monde de Formule 1 et marqué un seul point. 

## Biographie
Considéré comme l'un des plus sérieux adversaires du rhodésien John Love, Neville Lederle se fait remarquer lors de courses locales au volant d'une Lotus 18, en 1961, puis d'une Lotus 21 motorisée par Climax, en 1962. Par conséquent, il ne prend pas part à la course. Au volant de cette dernière, il participe au Grand Prix d'Afrique du Sud comptant pour le Championnat du monde FIA de Formule 1 et marque 1 point grâce à une sixième place.

## Endurance dans son pays natal
Il participe trois années de suite aux 9 Heures de Kyalami, en 1961,1962 et 1963,,. Cependant, il ne prend pas part à la course de l'édition 1963 car sa Lotus 23-Alfa Romeo est accidentée dès les essais.

## Championnat d'Afrique du Sud de Formule 1
En 1963, il est sacré champion d'Afrique du Sud de Formule 1, mais un accident de voiture et la mort de son père lui font perdre sa motivation. De fait, il ne gagne pas la moindre course en 1964.
En 1965, l'intérêt grandissant des pilotes locaux pour la Formule 1 le pousse à s'inscrire au Grand Prix d'Afrique du Sud, mais comme beaucoup de ses compatriotes, Neville, au volant d'une Lotus 21 de l'équipe Scuderia Scribante ne parvient pas à se qualifier pour 6 dixièmes de seconde.
Il décide alors de mettre fin à sa carrière de pilote automobile et de s'occuper de la concession Volkswagen familiale.

## Résultats en championnat du monde de Formule 1
| Saison | Écurie             | Châssis  | Moteur            | Pneus  | GP disputés           | Points inscrits | Classement |
| ------ | ------------------ | -------- | ----------------- | ------ | --------------------- | --------------- | ---------- |
| 1962   | Neville Lederle    | Lotus 21 | Climax 4 en ligne | Dunlop | Afrique du Sud (6e)   | 1               | 18e        |
| 1965   | Scuderia Scribante | Lotus 21 | Climax 4 en ligne | Dunlop | Afrique du Sud (n.q.) | 0               | n.c.       |